# Tachicardia parossistica
La tachicardia parossistica è una forma patologica di tachicardia, in quanto fenomeno anormale nell'aumento della frequenza cardiaca. Viene chiamata anche sindrome di Bouveret-Hoffmann.

## Sintomatologia
È una tachicardia che insorge e cessa bruscamente, con 140-220 battiti al minuto, con una durata che va dal minuto fino a qualche ora.

La crisi inizia con una sensazione definita come un "tuffo al cuore", quindi si avverte il ritmo concitato. Se la tachicardia è molto elevata e si manifesta in un cuore non sano, la brevità del momento diastolico non permette il riempimento del cuore, diminuendo la quantità di sangue lanciato ad ogni sistole.
La velocità della frequenza può sopperire a questa scarsità, ma non sempre è così: il sangue che arriva ai tessuti è quindi scarso. Il cuore risponde a questa esigenza con il dolore e con un senso di costrizione toracica avvertibile nell'emitorace sinistro.
Compaiono sintomi come vertigine, stordimento, annebbiamento della vista, legati alla scarsa ossigenazione del cervello. Il resto dell'organismo reagisce con sudorazione fredda, difficoltà respiratoria e nausea fino ad arrivare allo svenimento.

## Tipologia
In base al punto in cui si origina la contrazione del cuore, può essere distinta in sopraventricolare (TPSV) o ventricolare (TPV).